# David William Parry
David William Parry (IPA / ˈpæɹi /; Portsmouth, 25 agosto 1958) è un poeta, scrittore e teologo britannico dell'Inghilterra di religione anglicana. È noto per aver scritto due raccolte di poesie, Caliban's Redemption (2004) e The Grammar of Witchcraft (2009), nonché una raccolta di saggi, Mount Athos Inside Me: Essays on Religion, Swedenborg and Arts (2019). Molte delle sue opere esaminano l'idea che la bellezza sia un ponte verso la trascendenza. Durante la sua carriera, Parry è stato un campione schietto di diritti LGBT, pacifismo e libertarismo.

## Primi anni di vita

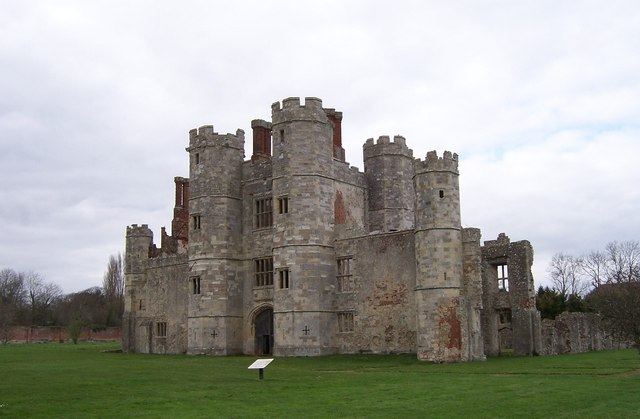
Abbazia di Titchfield, vicino a Fareham, dove Parry leggeva poesie romane.

Parry, nato il 25 agosto 1958 a Portsmouth, nel Regno Unito, è il primo figlio di una telegrafista, Joan Margaret "Gibbs" Keaveney, e di un poliziotto gallese, William "Bill" Parry. Ha vissuto a Blackbrook Road, Fareham, e ha studiato alla Nonigton School e alla Mile End House School di Portsmouth. Si descrive come un marinatore seriale, che ha perso la fiducia nel sistema educativo molto presto, quando i suoi insegnanti di scuola hanno ignorato le suppliche dell'intera classe che affermava di aver visto un "UFO" in pieno giorno. Durante la sua infanzia, amava leggere la poesia romana nell'abbazia di Titchfield e gli stagni, gli piaceva giocare in giardino a casa di sua nonna e visitare sua zia a Natale, quando sgattaiolava al piano di sotto a mezzanotte per cercare di cogliere in fragrante Babbo Natale e aprire i regali. Tra gli antenati di Parry c'erano Hubert Parry, che era un compositore inglese e insegnante di Ralph Vaughan Williams.
Durante la sua tarda adolescenza, divenne amico intimo dell'antropologo britannico e presentatore di Channel 4, Richard Rudgley. Il suo primo lavoro è stato in una fattoria come bracciante agricolo. Successivamente, è diventato un postino e inserviente nelle basi della Royal Navy HMS Collingwood e HMS Centurion. Nel frattempo, in quanto estimatore delle arti e dei mestieri tradizionali, veniva spesso invitato a eventi in tutta Fareham. Nel 1978, Parry trascorse una settimana alla Findhorn Foundation, dove incontrò la sua insegnante di occulto, Jesse Thompson, e la futura amica Eileen Caddy, scrittrice britannica e fondatrice della Fondazione.
Successivamente si è trasferito a Londra all'inizio degli anni '80 e ha iniziato a lavorare nel Registry of Friendly Societies and Building Societies Commission, un dipartimento di HM Treasury, in Great Marlborough Street. Nello stesso periodo stringe amicizia con il baronetto George Trevelyan. Ha completato la sua formazione al King's College di Londra, dove ha conseguito una laurea in studi religiosi. Successivamente, ha conseguito un master in teologia pastorale presso l'Heythrop College, University of London.

## Carriera

### Religione e occulto
La carriera ecclesiastica di Parry è iniziata come ministro laico nella Metropolitan Community Church (MCC) di Balham nel 1987. Incapace di riprendersi dal numero di decessi correlati all'AIDS, ha lasciato il MCC nel 1991 per diventare un ministro laico unitario nel distretto di South London e South East fino al 1998. Successivamente, è stato ministro per la Chiesa congregazionalista di Coverdale e Ebenezer dal 1998 al 2000. Le sue attività di ministro sono state descritte come "radicali e coinvolgenti", cosa che ha attirato congregazioni gremite.
Tuttavia, per continuare la sua ricerca della Coscienza cristica al di fuori della tradizione abramitica, è stato coinvolto nel neopaganesimo attraverso conferenze, riti pubblici, meditazione guidata e attivismo ecologico. Nel processo divenne un godhi pagano "universalista" e un wiccan gardneriano. Ha parlato e si è esibito in numerosi eventi tra cui Treadwell's Bookshop, Atlantis Bookshop, Chez Kristof Restaurant, The Devereux for the Secret Chiefs, Aberystwyth Arts Center, Pushkin House, Speaker's Corner di Hyde Park. Inoltre, come parte di Allthing, la sua nuova compagnia transitoria dopo la chiusura di Gruntlers, Parry ha convocato The London Thing presso il Chartered Institute of Arbitrators (CIArb) nel 2012. È stato un raduno internazionale di pagani, che ha invitato importanti oratori da tutto il mondo, tra cui David Beth (Germania), Richard Rudgley (Canada), Freya Aswynn (Danimarca), Annemarie Jensen, Vladimir Wiedemann (Estonia) e Ralph Harrison. Nel 2013, ha co-convocato Quest of the Heart a Birkbeck, Università di Londra insieme a Minna Koivuniemi, supportato congiuntamente dall'Unità di ricerca di Psicologia filosofica, Moralità e Politica dell'Università di Helsinki e dal Dipartimento di Filosofia di Birkbeck. Nell'ottobre 2014, Parry è stato uno dei relatori del Francis Hutcheson Institute, "Religion - what the point?" nella Camera dei Lord ospitata da Lord Laird.
Parry, tuttavia, è tornato al cristianesimo dopo essere stato ordinato sacerdote e vescovo cattolico in Italia dal vescovo Luca Satori. Due anni dopo, è stato riconosciuto come sacerdote e vescovo nell'antica Santa Sede cattolica di Antiochia dal Patriarca Paul de Burton. Al giorno d'oggi, è un pastore indipendente di St. Valentine's Hall, come comunità di oasi emergente autorizzata dalla Metropolitan Community Church. In questa veste, ha incoraggiato l'emergere di cinque chiese in Kenya e Nigeria.

### Scrittura
Parry è l'autore di tre libri pubblicati. Il primo, Caliban's Redemption (2004), è una raccolta di poesie occulte che esplorano l'alter ego di Parry, Caliban, da La tempesta di William Shakespeare, così come le sue riflessioni sulla sessualità, l'isolamento e Shakespeare stesso. Catturando i testi metafisici di Caliban momento per momento, Parry si confronta lentamente come un prigioniero volontario sulla magica isola della violenza e del desiderio. Afferma che né Robert Browning né Friedrich Nietzsche avevano afferrato appieno l'etica della redenzione che può essere trovata solo nell'individualità genuina.
Successivamente, Parry ha pubblicato The Grammar of Witchcraft (2009), una raccolta di mini-saghe e poesie che narrano l'ultimo viaggio di Caliban dalle delizie surreali di un matrimonio lesbico a Liverpool, fino a una città inesistente di Londra. In se stesso, Parry mirava a risolvere le contraddizioni liriche esistenti tra diversi livelli di coscienza, in particolare tra la realtà, lo stato di sogno e la coscienza superiore. Successivamente, scenari spaventosamente illogici emergono da un flusso di coscienza in cui paesaggi teatrali sconcertanti competono attivamente con le nozioni di stregoneria anglosassone, tradizionalismo radicale e mancanza di autenticità britannica. Ogni analisi punta verso quegli spiriti junghiani che infestano un mondo archetipico in definitiva benevolo.
Il terzo libro di Parry, Mount Athos Inside Me: Essays on Religion, Swedenborg and Arts (2019), è una raccolta di saggi, emersa dopo essere stato invitato da Vladimir Wiedemann a partecipare come relatore a tre conferenze internazionali sul "Monte Athos - Il patrimonio spirituale e culturale unico dell'umanità" a Salisburgo (2011), Weimar (2012) e Belgrado (2013). Il libro comprende otto saggi o "Problemi" e accompagna il lettore in un viaggio verso la Montagna Sacra dell'Athos, un sacro bastione dell'ortodossia cristiana. Esamina il simbolismo delle montagne nel contesto più ampio della filosofia perenne, esplorandole come simbolo dell'ascesa spirituale al divino. Approfondisce una vasta gamma di argomenti, tra cui Emanuel Swedenborg, quaccheri, pagani europei, letteratura, teatro, storia e arte. Bernard Hoose, docente emerito di teologia morale (Heythrop College), ha scritto la prefazione del libro nel 2012.
Durante la sua carriera di scrittore, Parry ha pubblicato singoli saggi, poesie, pezzi satirici, blog, interviste, articoli di notizie in numerose riviste tra cui E-International Relations (E-IR), The European Azerbaijan Society (TEAS), CG Jung Club London, The Oldie, Psychic World, Through The Woods e Open Central Asian Magazine. Come editore occasionale, ha anche scritto prefazioni a libri di numerosi importanti autori dell'Asia centrale.
Parry è stato invitato a partecipare come relatore a TEDxLambeth insieme al pittore e storico Haralampi G. Oroschakoff presso la Royal Society of Arts di Londra. Il loro intervento era intitolato "Una chat sulle arti concettuali". Da allora Parry ha costruito una reputazione internazionale nel teatro come concettualista.

### Teatro
Parry ha fondato la sua compagnia, Gruntlers 'Arts Group, nel 2008 come un gruppo vagamente connesso di "immaginari", organizzando regolarmente eventi artistici e culturali al The Poetry Café a Covent Garden e al Russkiy Mir a Bloomsbury. I Gruntlers presentavano produzioni teatrali, saloni letterari, presentazioni di libri e cabaret nello stile di Cabaret Voltaire . Gli eventi erano solitamente etichettati come "gotico", "surreale", "poesia agghiacciante" o "arte alta resa accessibile". Sin dai suoi primi giorni, Gruntlers ha cercato di celebrare i creativi poco conosciuti da altrove al pubblico di lingua inglese. Infatti, nel 2010 Parry è stato sponsorizzato dalla The European Azerbaijan Society (TEAS), dalla Caspian-Khazari Society e dall'Ambasciata della Repubblica dell'Azerbaigian, per presentare al pubblico britannico (attraverso la lettura di copioni in costume) il lavoro di Mirza Fatali Akhundov con la prima britannica di The Botanist Monsieur Jordan e The Sorcerer-Dervish Mastali Shah . Parry ha descritto la produzione come "fare la storia" oltre a rappresentare "la continuità di Shakespeare".  Inoltre, ha fatto riferimento ai forti personaggi femminili e agli errori interculturali che componevano la storia.  Successivamente, nello stesso anno, ha presentato il poeta azero Imadaddin Nasimi alla Pushkin House, Londra, durante un evento multimediale.  Tuttavia, la prima grande produzione teatrale di Parry come regista e produttore è stata il dadaista Shakespeare: una commedia in dieci scene sia seria che tragica all'Horse Hospital del professor Elchin Efendiyev nel 2011. Gruntlers 'è stato portato a termine nel 2012.
Tuttavia, in seguito al successo di Shakespeare: A Comedy in Ten Scenes both Serious and Tragic, Parry è stato invitato ancora una volta da Efendiyev a dirigere la sua altra commedia Citizens of Hell, sull'atteggiamento tirannico di Stalin nei confronti dell'Azerbaigian. Il ruolo di regista di Parry è stato trasferito a Nick Pelas, rendendolo un produttore senior per il resto della produzione. Secondo Pelas, la visione di Parry del pezzo è stata mantenuta per tutto lo spettacolo.  Citizens of Hell è andato in scena a Theatro Technis, Camden, nel luglio 2013.
Successivamente, come parte della sua nuova compagnia teatrale emergente, Parry ha fondato Theo-Humanist Arts nel 2014 e ha trascorso i tre anni successivi dirigendo e producendo spettacoli teatrali virtuali e privati insieme al coordinamento di saloni d'arte in una varietà di luoghi, principalmente il foyer del London Welsh Centre, corridoi della Queen Elizabeth Hall e della chiesa di San Pietro, Clapham . Nel 2014, durante un breve periodo con l'emittente televisiva Internet di David Icke, The People's Voice, Parry ha diretto una performance virtuale di 10 episodi, Anglo-Saxon Poetry, eseguita da Andrew Rea, per Art @ The People's Voice. Nello stesso anno, Parry è stato invitato da Lord Laird e dal dottor Roger Prentis a mettere in scena il suo mini-dramma, A Day in the Light, per un'udienza privata sulla vita e il lavoro umanitario di Albert Schweitzer , rappresentato alla House of Lords in seguito un discorso tenuto da Medici senza frontiere . Lo spettacolo non può essere filmato o pubblicizzato a causa della regola di Chatham House . L'anno successivo, Parry ha scritto e diretto un mini-dramma di 13 minuti, Fate's Good Fortune, sulla morte, la vita e i momenti in purgatorio dell'ex presidente dell'Azerbaigian, Heydar Aliyev.
Nel 2016, Parry è stato contattato dal giornalista Paul Wilson per dirigere e produrre Shakespeare Tonight, scritto da Wilson e dal comico e scrittore australiano Tim Ferguson . Lo spettacolo ha accolto un pubblico gremito e faceva parte di Camden Fringe (Theatro Technis) e Edinburgh Fringe (Paradise in Green).  Inoltre, ha lavorato come direttore creativo per la commedia anglo-russa Cincinnatus basata sull'Invito alla decapitazione di Vladimir Nabokov . Parry ha terminato Theo-Humanist Arts nel 2016.
Parry ha recitato in modo simile in un certo numero di opere teatrali, come Hatamkhan agha in The Botanist Monsieur Jordan and the Sorcerer-Dervish Mastali Shah (2010), Alfred Hitchcock in Nick Pelas ' Hitchcock Homage (2016), e il generale Ivolgin in Victor Sobchak adattamento di The Idiot (2017). In un documentario che ruotava intorno alla sua vita, Caliban's Kingdom (2009), Parry si è esibito nei panni di se stesso, mentre nel 2012 era "l'uomo nudo" in un episodio speciale di Natale di Him &amp; Her (stagione 3).

### Podcast
In qualità di filiale estesa di Theo-Humanist Arts, Parry ha co-fondato uno spettacolo podcast settimanale chiamato THA Talks con Paul Obertelli nel 2014 per creare una piattaforma che incoraggiava "Pensieri liberi e menti aperte". Come un successo immediato, lo spettacolo ha invitato influencer internazionali, tra cui Freya Aswynn, il professor Raymond Tallis, Richard Rudgley, Cyrus Yavneh, Sölvi Fannar, JP Sears e Special Head. Nel 2018, tuttavia, Parry ha cessato il suo ruolo di co-convenor regolare, ma è spesso apparso come ospite.
Nel gennaio 2020, Parry è diventato membro del panel dello spettacolo di Leo Lyon Zagami, The Pew, insieme a Roseanne Barr, Lowell Joseph Gallin e John Barnwell. A volte il Pew veniva trasmesso sul canale YouTube di Barr. Lo spettacolo è terminato dopo 13 episodi.
Al giorno d'oggi, Parry è un oratore regolare nel Sunday Morning Spiritual Service di Alan Cox su ParaMania Radio, ed è stato anche un oratore ospite su TEDxLambeth Conversations Beyond Antinomies, Truth Frequency Radio, The Pure Paranormal Radio Show, Aeon Byte Gnostic Radio, Paranormal Concetto e file ADX.

### Politica
Parry è un libertario per tutta la vita, nonché membro ed ex addetto stampa del Libertarian Party (Regno Unito). Ha co-fondato l'Extremist Club con Jez Turner nel 2015, che è stato convocato all'Old Coffee House di Soho, a Londra, come un modo per riunire persone estremamente dotate per discutere di politica nella tradizione del liberalismo classico. Tra i relatori degni di nota figurano l'autore e membro del Parlamento di Majilis, Mukhtar Shakhanov, lo scrittore Anthony Peake, l'attivista per i diritti umani Sundus Saqi, la filantropa Jillian Haslam, per non parlare di Andrew Withers del Libertarian Party (Regno Unito).
Parry è stato ingiustamente accusato di essere un neofascista e un "prominente occultista di destra" da alcuni giornalisti di base nel Regno Unito Indymedia, Circle Ansuz, e Hope not hate. Le accuse non sono mai state provate.
Parry è stato per breve tempo l'ufficiale culturale del Partito Socialista della Patria delle Isole Britanniche nel 2018.

### Asia centrale
Nel 2013, Parry è stato intervistato dal Guardian sul modo in cui la UK Border Agency ha trattato un poeta di origine russa, Alex Galper (che aveva studiato con Allan Ginsburg ). Galper è stato invitato da Parry a partecipare a un recital di poesie a Londra, un incontro che non si è manifestato perché era stato arrestato e deportato a causa della repressione dei visti britannica in quel momento. Parry ha detto: "Sto ancora saltellando arrabbiato per questo. Volevo riunire alcuni poeti beat e c'era molto interesse. Poi ho ricevuto una chiamata da Alex in aeroporto e non riusciva a capire cosa gli stesse succedendo ".
Parry è diventato il primo presidente di Eurasian Creative Guild (ECG) nel 2012, un'organizzazione senza scopo di lucro che crea reti e garantisce un'interazione genuina tra artisti in tutta l'Asia centrale e in Europa. In questa veste, ha convocato ECG e incontri Open Eurasia e Central Asia Book Forum e Literature Festival, con presentazioni di libri, concerti, serate di poesia, foto mostre, tavole rotonde, tour, concorsi, e presentazioni sui creativi di tutta l'Eurasia, insieme a Marat Akhmedzhanov, Vice Presidente di ECG. Questi eventi si svolgono in varie località del Regno Unito, tra cui Yunus Emre Institute (Londra), Travellers Club, Fitzroy House, SOAS University of London, University of Cambridge, Rossotrudnichestvo (Londra). In riconoscimento del suo lavoro di poeta e drammaturgo, Parry è stato spesso invitato nei paesi dell'Asia centrale, tra cui Kazakistan e Kirghizistan. Infatti, nel 2016, ha presentato una nuova edizione del suo libro The Grammar of Witchcraft presso la National Library of Kazakhstan, l'Università americana dell'Asia centrale a Bishkek, Osh State University in Osh, e Nur -Sultan . Quando è stato intervistato dal BBC World Service in Kirghizistan, ha affermato che "la costante commercializzazione dell'industria del libro ha completamente ucciso la cultura della lettura delle persone". Allo stesso modo, secondo The Astana Times, ha affermato che “l'Asia centrale è il mondo in qualche modo, non è vero? Tutto sembra venire da qui o passare di qui ". Parry è diventato membro dell'Advisory Board di ECG, dopo che si è dimesso da presidente nel 2015.
In qualità di coordinatore, nel 2018 Parry ha curato la serie Meet the Author dello Yunus Emre Institute (Londra). I relatori includevano Jonathan Wood, Nigel Humphrey, Michael Dante, Alexander Baron, Daniele-Hadi Irandoost, Jillian Haslam e Sonia Poulton.
In qualità di editore letterario occasionale, ha curato libri di prosa e poesia di lingua russa, inclusa la traduzione di Vera Rich dei poeti bielorussi ( Yanka Kupala, Yakub Kolas, Maxim Bagdanovich ), Raushan Burkitbaeva-Nukenova, Zaur Hasanov, Lender Mambetova, Kanybek Imanaliev e Herold Berger tra gli altri.

## Temi chiave
La spinta principale dietro le opere di Parry è l'idea che l'abbellimento è un ponte verso una coscienza superiore. In qualità di surrealista britannico, il suo atteggiamento religioso generale nei confronti della vita ha adottato la forma di espressione concettualista nelle arti. Per Parry, il concettualismo è la metodologia principale, in base alla quale un artista deve concentrarsi sul significato di un'opera.
Il suo lavoro in teatro è attratto dal teatro sacro sia a livello pratico che teorico, un termine che ha espresso per denotare il significato della ricerca del sacro nel teatro. Le sue principali influenze in questo senso sono il Theatre of Cruelty di Antonin Artaud e il Chamber Theatre di August Strindberg.
La sessualità, in particolare l' amore omosessuale, è un tema ricorrente nelle opere scritte di Parry.
Parry è noto per il suo uso distinto della poesia in prosa come stile di scrittura nella totalità delle sue opere.

## Ricezione critica
La prima raccolta di poesie di Parry, Caliban's Redemption, è stata descritta dai recensori come "bella", mentre The London Magazine ha notato che il libro era "veramente meraviglioso e affascinante". Un recensore ha descritto la collezione come "piena di gemme, da estrarre da chiunque abbia lo stomaco". Bernard Hoose, per esempio, disse: "Una rapida lettura del libro potrebbe facilmente far perdere questo punto, principalmente perché Parry è particolarmente abile nelle descrizioni del lato tenebroso della vita".
Il secondo libro di Parry, The Grammar of Witchcraft, è stato ricevuto in modo simile alla pubblicazione. Iain Sinclair ha osservato che il libro era "A Haunting Conceit". Neil Watson ha definito la collezione "uno studio fenomenologico unico della stregoneria, pieno di immagini fantasmagoriche, che trascende l'esperienza ordinaria in un modo unico e indimenticabile". Johan Alstad ha osservato "La grande piattaforma della diversità in questo lavoro è intervallata da opere mistiche. Si possono fare tracce a Jung e ad altri Maestri che ne manifestano l'importanza e la rilevanza ".
Il romanziere transgender inglese, Jean Winchester, ha detto che Mount Athos Inside Me è "un libro eccezionale da amare", e che è "sorprendente sia in profondità che nei contenuti". Il dott. Roger Prentis ha detto: "La miscela accattivante e intrigante della discussione sul Monte Athos in una vasta fascia storica della letteratura con riflessioni teologiche e personali sulla vita, le religioni e la filosofia rende una lettura avvincente". Inoltre, Shaig Safarov ha osservato "David Parry dipinge un quadro complesso che coinvolge mitologia, racconti popolari e filosofia, per esprimere la grandezza del suo soggetto, pur rimanendo consapevole della potente politica che circonda questo tesoro di creatività bizantina". Padre Dr Robert McTeigue SJ descrive Parry come "un uomo di straordinaria erudizione e sensibilità artistica". Il Digital Journal ha chiamato Parry, "un uomo dai molti talenti".
La prima produzione teatrale di Parry, The Botanist Monsieur Jordan e The Sorcerer-Dervish Mastali Shah, è stata descritta come "notevole" e la sua performance come "palpabile", mentre l'umorismo ha mantenuto "la sua freschezza". Il dottor Ali Atalar, presidente della Azerbaijani House di Londra, si è detto "impressionato" da ogni componente di questo evento. Riguardo al dramma di Elchin, Jonathan Wood ha detto: "Questa performance è stata una vera dichiarazione di intenti radicali, con la sua bomba a orologeria culturale segreta fatta esplodere con successo sotto il mento dell'establishment, inondandoli di AMORE e con la promessa della rinascita della rivoluzione emotiva, in drammatica modulo".

## Premi e riconoscimenti
- Capo rappresentante dell'Unione degli scrittori delle nazioni del mondo, (Kazakistan 2016)
- Medaglia d'oro del terzo Forum aperto del libro dell'Asia centrale e Festival della letteratura per i contributi al teatro (Almaty, Kazakistan 2014)
- Medaglia nazionale da Open Eurasia per "contributo personale allo sviluppo della cultura letteraria" (Almaty, Kazakhstan 2014)[75]
- Certificato Onorario dell'Associazione Internazionale dei "Generali del Mondo sono per la Pace" per "il rafforzamento della pace, dell'amicizia e della comprensione reciproca tra le persone" (Almaty, Kazakistan 2014)
- Membro onorario a vita della Fondazione Doreen Valiente e del Centro per gli studi pagani per "impegno e dedizione continui alla più ampia comunità pagana" (2014)
- Membro della Royal Society of Arts (2014)
- Vicepresidente dell'Associazione internazionale degli autori e dei pubblicisti (APIA 2013)
- Attestato di "Unione Parola della Cultura" per contributi a contatti culturali tra creativi e studi (Certificato 2011)

## Opere selezionate

### Libri
- Caliban's Redemption (2004)[76]
- La grammatica della stregoneria (2009)[77]
- Mount Athos Inside Me: Essays on Religion, Swedenborg and Arts (2019)[78]

### Saggi e poesie
- "Channeling Tomorrow" (Pyschic World, maggio 2007)[79]
- "Signs of Spirit" ( Psychic World ottobre 2007)[80]
- "Art and Ryszarf Gancarz" (Psychic World, giugno 2007)[81]
- "Dialogues with the Pagan Dead" (Psychic World, marzo 2007)[82]
- "Caliban in Clover" (Through The Woods 2008)[83]
- "La rinascita di Blake" (Through The Woods 2008)[84]
- "The Pilgrim" (Through the Woods 2008)[85]
- "C'è nessuno?" ( Psychic World, gennaio 2009)[86]
- "Prefazione" alla teoria del matrimonio piramidale di Gulvin (2009)[87]
- "Saggio introduttivo" a The Botanist Monsieur Jordan di Mirza Fatali Akhundov e The Sorcerer-Dervish Mastali Shah (2010)
- "Prefazione con Smoke and Mirrors" per Elchin‘s My Favorite Madman e altro Plays (2012)
- "Ottenere 'The Hump' all'Eurovision" (TEAS Magazine 2012)[88]
- "Metempsicosi" (Pyschic World, gennaio 2013)[89]
- "Heathenism and the Tradition of Dissent" (National-Anarchism: Methodology and Application 2013)
- "Prefazione" a L'uomo delle montagne di Zaur Hasanov (2014)
- "The Courage to Be" (Norskk 2015)[90]
- "Prefazione" a My Homeland, Oh My Crimea (2015) di Lender Mambetova
- "Prefazione" a Goethe e Abay di Herold Berger (2015)
- "Performing Gnosis: A Few Investigative Jottings" (CG Jung Club London Newsletter 2015)
- "Words, Tengrism, and Wittgenstein: A Personal Reflection" ( Open Central Asian Magazine primavera 2014)[91]
- "Prefazione" a Shadow of the Rain di Raushan Burkitbayeva-Nukenova (2016)
- "Prefazione" a Foremother Asia di Natalia Kharlampieva (2016)
- "Postfazione" a Le porte del Valhalla di Vincent Ongkowidjojo : un'interpretazione esoterica del mito norreno (2016)
- "Intervista al produttore di Hollywood Cyrus Yavneh " (Open Central Asian Magazine 2016)
- "Interview" (E-International Relations 2018)[92]
- "Prefazione" a The Kagnate (2019) di Kanybek Imanaliev
- "A Reflective Afterword" a The Life of a Psychic Broadcaster di Alan Cox (2019)
- "Politics, Poetry and Ezra Pound" ( E-International Relations 2019)[93]
- "Holy Hampshire" (<i id="mwAj8">The Oldie</i> 2020)[94]
- "Cinque passi per un artista concettuale in erba" (TEDxLambeth 2020)[95]

### Teatro
- The Botanist Monsieur Jordan e The Sorcerer-Dervish Mastali Shah ( Arts Educational Schools London, aprile 2010)[96]
- Shakespeare: una commedia in dieci scene, sia gravi che tragiche ( Horse Hospital 2011)[97]
- Citizens of Hell (co-regista e produttore 2013)[98]
- Poesia anglosassone di Andrew Rea (Art @ The People's Voice 2014)
- A Day in the Light (eseguita alla House of Lords 2014)
- Fate's Good Fortune (mini-dramma 2015)
- Hitchcock Homage di Nick Pelas (attore come Alfred Hitchcock 2016)[99][100]
- Shakespeare Tonight ( Camden Fringe e Edinburgh Fringe 2016)[27]
- Cincinnatus (direttore creativo 2016)[101]
- The Idiot di Victor Sobchak (attore nel ruolo del Generale Ivolgin 2017)

### Forum accademici
- Theosophical Guest House, Tekels Park, UK1996 - Consegnati 5 articoli su "Mystical Christianity".
- Conferenza internazionale di teatro a Baku (docente 2010)[102]
- "Presentazione di Imadaddin Nasimi" a Pushkin House (coordinatore 2010)[103]
- The Holy Mount Athos First International Conference in Salzburg (docente 2011)
- "Sulle orme di Odino" in Pushkin House (docente 2012)[104]
- La Seconda Conferenza Internazionale del Sacro Monte Athos a Weimar (docente 2012)
- "The London Thing (curatore e docente ottobre 2012)
- Terza Conferenza Internazionale del Santo Monte Athos a Belgrado (docente 2013)
- Quest of the Heart (co-conduttore e docente 2013)
- Baku International Humanitarian Forum (panelist 2013)[105]
- "Religione - Qual è il punto?" alla House of Lords (panelist 2014)
- Terzo forum aperto del libro dell'Asia centrale e Festival della letteratura ad Almaty, Kazakistan (relatore e moderatore 2014)
- Paracon in Derby (panelist 2014)
- Sage Paracon nel castello di Warwick (docente 2017)[106]
- TEDxLambeth: Antinomies! alla Royal Society of Arts (relatore 2019)[16]

### Documentario e TV
- Caliban's Kingdom (se stesso 2009)[107]
- Lui e lei (uomo nudo 2012)[108]